# Manoir de la Jouardais
Le manoir de la Jouardais est un édifice situé à Les Fougerêts en France.

## Localisation
Le manoir est situé sur le territoire de la commune de Les Fougerêts, au lieu-dit la Jouardais, dans le département du Morbihan en région Bretagne.

## Description
Manoir de plan en L comportant un corps central, une tour demi-hors œuvre dans l'angle et deux pavillons rectangulaires ; ces derniers sont prolongés par deux ailes de communs au sud et à l'ouest. Élévation en moellons de schiste avec encadrements de baies harpés, corniche et lucarnes en pierre de taille de calcaire. Édifice à un étage carré, élévation à travées. Toiture à longs pans recouverte d'ardoises, toit en pavillon, flèche polygonale, croupe, noue. Escalier hors-œuvre : escalier à vis sans jour.

## Historique
Le manoir apparaît dans le texte de la réformation (recensement des nobles de la commune) de 1427 : "L'hébergement de la Jouardaye appartenant à Pierre de la Jouardaye ouquel il demoure et y a métairie entienne et exempte"". Raoullet de Maigné est cité à la montre (convocation de l'arrière-ban à la revue militaire) de 1477, Raoul de Maigné à celle de 1481, chacun titulaire de 100 livres de rente. Dans le texte de la réformation de 1514, ""la maison et métairie de la Jouardaye"" appartiennent à Guillaume de Maigné, seigneur dudit lieu, qui possède alors également la Loulais et Boin. Le texte de la réformation de 1666 mentionne : ""La maison et manoir noble de la Jouardaye avec ses consistances, fieff, rosles, dismes et moullins, méthairie à la Porte et méthairie noble de la Loullaye, avec la maison noble de Bouin"". Le manoir du XVIIe siècle est partiellement conservé (aile sud des communs et tour d'escalier nord-est). Le château est acheté au milieu du XIXe siècle par Édouard Sioc'han de Kersabiec. Le logis et l'aile ouest des communs (remises) ont été reconstruits au cours du quatrième quart du XIXe siècle.
Il est inscrit à l'inventaire général du patrimoine culturel.